# Fonction de Landau
En mathématiques, la fonction de Landau g est la fonction qui, à chaque nombre naturel n, associe le plus grand ordre d'un élément d'un groupe symétrique Sn. De manière équivalente, g(n) est le plus grand ppcm de n'importe quelle partition de n.
Par exemple, 5 = 2 + 3 et ppcm(2,3) = 6. Aucune autre partition de 5 ne fournit un ppcm plus gros, donc g(5) = 6. Un élément d'ordre 6 dans le groupe S5 peut être écrit en notation de cycle comme (1 2) (3 4 5).
La suite d'entiers g(0) = 1, g(1) = 1, g(2) = 2, g(3) = 3, g(4) = 4, g(5) = 6, g(6) = 6, g(7) = 12, g(8) = 15, ... est la suite A000793 de l'OEIS.
La suite est nommée en l'honneur de Edmund Landau, qui prouva que 
{\displaystyle \lim _{n\to \infty }{\frac {\ln(g(n))}{\sqrt {n\ln(n)}}}=1}
(où ln désigne le logarithme naturel).